# بخش بریانسکی
بخش بریانسکی (به لاتین: Bryansky District) یک منطقهٔ مسکونی در روسیه است که در استان بریانسک واقع شده‌است.